# Divize (vojenství)

Značka pro pěší divizi v mapové symbolice NATO

Divize je vyšší vojenská jednotka, čítající asi dvacet tisíc vojáků. Ve většině armád se dělí na několik pluků nebo brigád a naopak několik divizí tvoří armádní sbor. Divize je největší jednotka běžné armády, která provádí vojenské operace jako celek. Užívá se převážně u pěchoty, méně často u jezdectva nebo u tanků. Jednotlivé divize se většinou značí prostou řadovou číslovkou.
Myšlenku divize vytvořil francouzský maršál Maurice de Saxe v knize Mes Réveries, která nebyla vydána (maršál před jejím vydáním roku 1750 zemřel), takže divize byly zavedeny až v sedmileté válce maršálem de Broglie. V této válce se osvědčily a francouzská armáda na ně přešla trvale. Během napoleonských válek získal francouzský model armády, užívající mimo jiné divize, věhlas a divize proto byly zavedeny ve většině evropských armád. Užívají se dosud ve většině armád včetně české. Velitelem divize je zpravidla generálmajor. V některých zemích také existuje hodnost divizní generál.

## Divize v Československé armádě 1918–1938
Divizní organizace byla v Československé armádě v době míru využívána zejména u pěšího vojska. Takzvané rychlé divize, zahrnující jezdecké a motomechanizované jednotky byly vytvořeny reorganizací dosavadních jezdeckých brigád teprve v roce 1937.
Pěší divize byla od počátku 20. let 20. století až do reorganizace v roce 1937 složená ze dvou pěších brigád (každá čítající dva pěší pluky), dělostřelecké brigády a příslušných jednotek služeb.
Dislokace pěších divizí byla následující:
| číslo divize | dislokace        |
| ------------ | ---------------- |
| 1. divize    | Praha            |
| 2. divize    | Plzeň            |
| 3. divize    | Litoměřice       |
| 4. divize    | Hradec Králové   |
| 5. divize    | České Budějovice |
| 6. divize    | Brno             |
| 7. divize    | Olomouc          |
| 8. divize    | Opava            |
| 9. divize    | Trnava           |
| 10. divize   | Banská Bystrica  |
| 11. divize   | Košice           |
| 12. divize   | Užhorod          |

V roce 1937 došlo k reorganizaci, po níž se divize nově skládaly ze tří pěších a jednoho dělostřeleckého pluku. V organizaci pěších divizí byl tedy zcela zrušen stupeň brigády. Zároveň došlo k vytvoření dalších divizí:
| číslo divize | dislokace        |
| ------------ | ---------------- |
| 13. divize   | Kolín            |
| 14. divize   | Kroměříž         |
| 15. divize   | Trenčín          |
| 16. divize   | Ružomberok       |
| 17. divize   | Spišská Nová Ves |

V rámci mobilizace bylo úkolem divize přejít na válečnou organizaci a mimo jiné také vytvořit tzv. „mobilizační dvojče“ tj. další jednotku na úrovni divize, jejíž mužstvo a nižší důstojnický sbor bude tvořeno převážně záložníky. Například 5. divize s velitelstvím v Českých Budějovicích se po mobilizaci měnila na prvosledovou jednotku jménem Hraniční oblast 31 a zároveň vytvářela druhosledovou jednotku, která převzala její původní název, tedy 5. divize. Mimo změny organizace byly také divize v rámci mobilizace doplňovány dalšími útvary, které v míru stály mimo standardní divizní organizaci (jezdectvo, útočná vozba aj.)
Obvyklou sestavu pěší divize po mobilizaci byly tři pěší pluky, lehký dělostřelecký pluk, smíšený přezvědný oddíl, telegrafní prapor, ženijní rota a jednotky služeb (autokolony, vozatajské kolony, zdravotnické roty, polní pekárny aj.) a tabulkově měla čítat cca 14000 důstojníků a mužstva, 30 lehkých děl, 18 protitankových kanónů, 18 minometů, 3 lehké tanky a 320 kulometů. Při mobilizaci v září 1938 dosahovaly některé z prvosledových jednotek výrazně vyšších počtů (např. Hraniční oblast 32 s 20000 muži a 60 protitankovými kanóny), čímž odčerpávaly prostředky druhosledovým divizím (např. 20. divize disponovala pouze 9500 muži a neměla ani jeden protitankový kanón).